# Ramona Strahl
Ramona Strahl (* 9. Januar 1991) ist eine deutsche Fußballspielerin, die von 2007 bis 2016 für den FC Bayern München gespielt hat.

## Karriere

### Vereine
Strahl begann im Alter von sieben Jahren beim SC Altenmünster mit dem Fußballspielen und wechselte in die D-Jugend des TSV Pfersee Augsburg. 2007 wurde sie vom FC Bayern München verpflichtet, für deren U-17-Mannschaft sie am 23. September 2007 (2. Spieltag) beim 4:1-Sieg im Auswärtsspiel gegen den SC Regensburg in der Bayernliga Süd debütierte. Bereits in ihrem zweiten Spiel (von dreien) für diese Auswahl, beim 10:1-Sieg im Heimspiel gegen den FC Memmingen am 6. Oktober 2007 (3. Spieltag), gelangen ihr vier Tore. Des Weiteren bestritt sie alle sechs Spiele um die Bayerische U-17-Meisterschaft und erzielte zwei Tore.
Für die zweite Mannschaft des FC Bayern München debütierte sie am 13. April 2008 (13. Spieltag) beim 1:1-Unentschieden im Heimspiel gegen den TSV Jahn Calden mit Einwechslung für Shireen Teufel in der 80. Minute. Am 9. November 2008 (9. Spieltag) beim 6:0-Sieg im Heimspiel gegen den TSV Pfersee Augsburg erzielte sie mit den Treffern zum zwischenzeitlichen 2:0 und 4:0 in der 48. und 75. Minute ihre ersten Tore für die Regionalligamannschaft.
Ihr Bundesligadebüt gab sie am 4. November 2012 (8. Spieltag) beim 4:0-Sieg im Auswärtsspiel gegen den VfL Sindelfingen mit Einwechslung für Sarah Romert in der 72. Minute. Nach der Saison 2015/16 verließ sie den Verein und wechselte zum Bezirksoberligisten SC Mönstetten aus dem gleichnamigen Ort im Landkreis Günzburg.

### Nationalmannschaft
Strahl kam in der Bayernauswahl in den Altersklassen U-15, U-18 und U-20 zum Einsatz, bevor sie für die U-15-Nationalmannschaft Berücksichtigung fand. Mit dieser Auswahlmannschaft gewann sie das „Vier-Nationen-Turnier“ in Deutschland und wirkte in den Spielen am 14., 16. und 18. August 2006 in Uslar (7:1 gegen Wales), Northeim (9:1 gegen Schottland) und Einbeck (5:0 gegen Irland) mit.

## Erfolge
- Aufstieg in die 2. Bundesliga Süd 2009
- Meister der Regionalliga Süd 2009
- Bayerischer U-17-Meister 2008[3]
- Sieger Vier-Nationen-Turnier U-15
- Dritter beim U-15-Länderpokal 2006[4]